# 纹兔袋鼠
紋兔袋鼠（學名：Lagostrophus fasciatus），又名條紋兔袋鼠，是在西澳州伯尼爾島及Dorre島上的有袋類。其中一小群現被引進Faure島上，而且似乎很成功。牠們屬於自己獨有的紋兔袋鼠屬中。這個屬過往屬於粗尾袋鼠亞科，但現時已獨立出來成為單獨的纹兔袋鼠亞科。

## 行為
紋兔袋鼠是夜間活動的，並且喜歡成群一起生活。牠們會在茂密的叢林中築巢，尤其是在具舌相思之上。雄兔袋鼠帶有極度攻擊性。牠們平均重1.7公斤，雌性較重。牠們長80厘米，尾巴差不多與身體一樣長。牠們的吻短，毛長而呈灰色，有黃色及銀色斑點，下身呈淺灰色。面部及頭部顏色一致，都是呈灰色。背部中央有深色的橫紋，一直伸延到尾巴為止。

## 分佈
紋兔袋鼠曾在澳洲大陸（西澳州西南部及南澳州）生存，但現只限於伯尼爾島及Dorre島上。牠們是於1963年在大陸上滅絕，最後的紀錄是於1906年。牠們的消失是因失去棲息地及食物，並受到掠食者的威脅所致。

## 食性
紋兔袋鼠是草食性的，並主要從食物中吸取水份。牠們喜歡吃多種的草、果實及其他部份。雄性爭奪食物時充滿攻擊性，但很少會帶食物給雌性。

## 繁殖
紋兔袋鼠的繁殖期是12月至翌年的9月。牠們1歲就到達性成熟，第二年就可以生育。妊娠期約有幾個月，母親每年一般只哺育一隻幼兔袋鼠。幼兔袋鼠會待在母親的育幼袋約6個月，期後3個月就會斷奶。當一隻幼兔袋鼠死亡後，一些母親可以有額外的胚胎來哺育。

## 外部連結
- Animal Info - Banded Hare Wallaby （页面存档备份，存于）
- australianfauna.com: Banded Hare Wallaby page